# 基尔斯滕·范德科尔克
基尔斯滕·范德科尔克（荷蘭語：Kirsten van der Kolk，1975年12月18日—），荷兰女子赛艇运动员。她曾代表荷兰参加2000年、2004年和2008年夏季奥林匹克运动会赛艇比赛，共收获一枚金牌和一枚铜牌。